# Berliner Festspiele

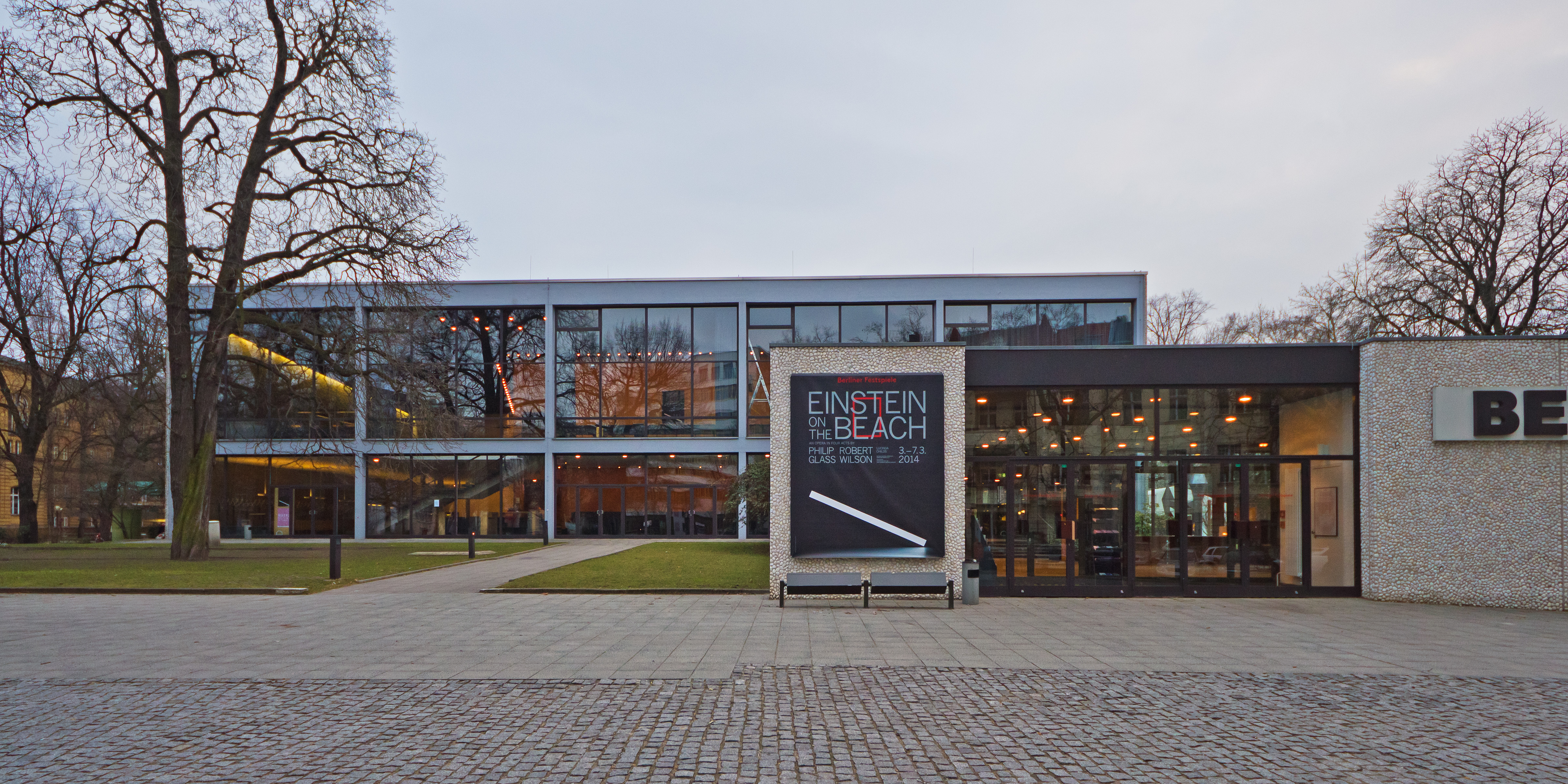
Haus der Berliner Festspiele

Berliner Festspiele är en årlig stadsfestival som grundades i dåvarande Västberlin 1951. Programmet består av framträdanden med musik, dans, teater, film och litteratur. Festspelen är fördelade på olika delar av året och består av olika festivaler som Filmfestivalen i Berlin och Berliner Theatertreffen.